# فاوستو باريتو
فاوستو باريتو هو أستاذ جامعي ولغوي وسياسي برازيلي، ولد في 19 ديسمبر 1852 في Tauá ‏ في البرازيل، وتوفي في 2 أكتوبر 1908 في ريو دي جانيرو في البرازيل.